# 魯花馬介殼蟲
魯花馬介殼蟲（学名：Maacoccus scolopiae）为介殼蟲科馬介殼蟲屬下的一个种。